# Katsuhito Ishii
Katsuhito Ishii (石井 克人?, Ishii Katsuhito; Niigata, 31 dicembre 1966) è un regista, sceneggiatore e animatore giapponese.

## Biografia
Dopo aver diretto alcuni spot pubblicitari debuttò nella regia cinematografica nel 1998, dirigendo la commedia d'azione Shark Skin Man and Peach Hip Girl, tratta dal manga Samehada otoko to momojiri onna di Minetarō Mochizuki. Nel 2000 diresse il suo secondo lungometraggio, la commedia Party 7.
Tra il 2001 e il 2002 realizzò la serie animata in CGI Hal & Bons, quindi nel 2003 collaborò con la Production I.G, realizzando la sequenza anime presente in Kill Bill: Volume 1, diretto da Quentin Tarantino, che racconta l'infanzia violenta di O-Ren Ishii. Lo stesso anno diresse insieme a Takeshi Koike l'OVA composto da quattro episodi Trava: Fist Planet.
Nel 2004 diresse la commedia drammatica The Taste of Tea, film del tutto diverso dai precedenti lavori del regista, più sobrio e controllato, che si aggiudicò tredici premi, sette dei quali andati a Ishii, e fu proiettato alla Quinzaine des Réalisateurs del 57º Festival di Cannes. Nel 2005 co-diresse insieme a Hajime Ishimine e Shunichiro Miki la commedia sperimentale Funky Forest: The First Contact, che vinse il premio speciale come miglior film innovativo al Toronto After Dark Film Festival.
Nel 2008 diresse la commedia drammatica My Darling of the Mountains e il documentario Scenery, realizzato per il V-Cinema.

## Filmografia

### Regista
- Shark Skin Man and Peach Hip Girl (1998)
- Party 7 (2000)
- The Taste of Tea (Cha no aji) (2004)
- Funky Forest: The First Contact (Naisu no mori: The First Contact) (co-regia con Hajime Ishimine e Shunichiro Miki) (2005)
- My Darling of the Mountains (Yama no anata - Tokuichi no koi) (2008)
- Scenery (documentario) (2008)

### Animatore
- Hal & Bons (2001-2002)
- Trava: Fist Planet (co-regia con Takeshi Koike) (serie OAV, 4 episodi) (2003)
- Kill Bill: Volume 1 di Quentin Tarantino (animazione dell'episodio Le origini di O-Ren) (2003)

### Sceneggiatore
- Shark Skin Man and Peach Hip Girl (1998)
- Party 7 (2000)
- Frog River di Hajime Ishimine (2002)
- Trava: Fist Planet (2003)
- The Taste of Tea (Cha no aji) (2004)
- Funky Forest: The First Contact (Naisu no mori: The First Contact) (2005)